# Ahmad Ziwar
Ahmad Ziwar, arab. ‏أحمد زيور‎ (ur. 1864, zm. 1945) – egipski polityk, premier Egiptu w 1924.

## Życiorys
Był z pochodzenia Turkiem. Wykształcenie odebrał w szkole jezuickiej w Bejrucie, następnie ukończył studia prawnicze w Aix-en-Provence. Następnie wrócił do Egiptu i pracował w administracji państwowej, dochodząc do stanowiska gubernatora Aleksandrii. Następnie przeszedł do korpusu dyplomatycznego, a po utworzeniu egipskiego parlamentu został przewodniczącym Senatu.
Wszedł do rządu Sada Zaghlula w 1922 jako wiceminister, w rzeczywistości torpedował jednak prace gabinetu, m.in. mobilizując do demonstrowania przeciwko Zaghlulowi studentów al-Azharu. Usunięty za tę destrukcyjną działalność z rządu, został szefem kancelarii króla Fu’ada. Po dymisji rządu Zaghlula, wymuszonej przez Wielką Brytanię po zabójstwie gubernatora Sudanu Lee Stacka w listopadzie 1924, król powierzył Ziwarowi misję utworzenia nowego rządu. Jego gabinet musiał zgodzić się na brytyjskie żądania ograniczenia działalności egipskich partii nacjonalistycznych, wypłatę 500 tys. funtów odszkodowania za śmierć Stacka, wyjścia oddziałów egipskich z Sudanu i oddania Brytyjczykom pełnej kontroli nad Nilem na terenie Sudanu. Osobne żądania dotyczyły wolności słowa, zwłaszcza wolności publikacji prasowych, która również na żądanie brytyjskie została ograniczona. Ziwar musiał również zgodzić się, by śledztwo w sprawie zamachu na Stacka zostało przeprowadzone przez funkcjonariuszy brytyjskich, a urzędnicy brytyjscy zwolnieni z posad przez rząd Zaghlula otrzymali wysokie odszkodowania. Sam wszczął represje przeciwko partii Wafd, podejrzewanej o zainspirowanie zamachu, a jej zwolenników usunął z administracji państwowej. Bez powodzenia usiłował uzyskać dla swojego gabinetu poparcie Partii Liberalno-Konstytucyjnej.
Mimo represji, Wafd wygrał wybory parlamentarne rozpisane w grudniu 1924, uzyskując ponad 60% głosów. Po burzliwym pierwszym posiedzeniu niższej izby parlamentu król rozwiązał go i zarządził kolejne wybory. Ziwar pozostawał premierem, jego rząd został jedynie zrekonstruowany i uzupełniony o ministrów z Partii Liberalno-Konstytucyjnej, obok bezpartyjnych i przedstawicieli Partii Zjednoczenia. Przetrwał do maja 1926, gdy po kolejnych przedterminowych wyborach król zgodził się na utworzenie rządu przez Wafd, który ponownie odniósł wyborczy sukces. Ziwara na stanowisku premiera zastąpił Abd al-Chalik Sarwat. Na początku lat 30. XX wieku Ziwar działał w opozycji przeciwko rządom Isma’ila Sidkiego.